# Poseidon Rex
Poseidon Rex ist ein US-amerikanischer Horrorfilm aus dem Jahr 2013. Regisseur Mark L. Lester ist vor allem durch Filme wie Die Klasse von 1984, Der Feuerteufel und Phantom-Kommando bekannt geworden.

## Handlung
Auf einer Insel vor der Küste von Belize startet der Schatzjäger Jackson Slate mit einigen Ganoven, deren Boss Tariq er Geld schuldet, auf einen Tauchgang in das Great Blue Hole. Dort vermutet Slate Aztekengold an Bord eines gesunkenen Schiffes. Als die Taucher eine Sprengladung am Schiffswrack zünden, erwecken sie ein urzeitliches Monster zum Leben. Das Ungeheuer, eine Art amphibischer Tyrannosaurus Rex, tötet alle bis auf Slate, der bewusstlos im Wasser zurückbleibt.
Etwas später fährt das Touristenpärchen Rod und Jane mit dem Bootsführer Henry zum Schnorcheln an das Great Blue Hole. Dort finden sie den leblosen Slate und bringen ihn auf die Insel, wo sie sich zusammen mit Meeresbiologin Sarah um ihn kümmern. Wieder zu sich gekommen, berichtet er der Gruppe von dem vermuteten Goldschatz. Alle bis auf Jane brechen zum Blue Hole auf, um danach zu suchen. Unterwegs werden sie von der Küstenwache aufgehalten, die sie fortan begleitet. Mitglieder der Gangsterbande, die es auf Slate abgesehen haben, werden beim Versuch ihn zu ergreifen durch den Dinosaurier getötet. Beim Tauchen im Blue Hole entdeckt die Gruppe dutzende Dinosauriereier auf dem Meeresgrund, von denen Sarah eins mit in ihr Labor nimmt. Auch sie werden von dem Ungeheuer angegriffen, das Sarah als Poseidon Rex identifiziert. Laut der Biologin lebte dieser P-Rex in der Kreidezeit und war das gefährlichste Raubtier, welches jemals auf der Erde existierte. Jane, die nicht mit auf den Tauchgang gegangen war, feiert unterdessen mit anderen Touristen an Bord eines Segelbootes. Dieses wird durch Poseidon Rex versenkt, Jane und alle anderen werden getötet.
Sarah und Slate öffnen unterdessen das geborgene Dino-Ei im Labor und befreien dabei ein aggressives Jungtier des P-Rex, mit dem sie weitere Mitglieder der Gangsterbande ausschalten können. Der P-Rex setzt unterdessen seinen Raubzug an Land fort. Sarah, Slate und Rod besorgen sich ein Auto, um auf einen verlassenen Stützpunkt der U.S. Army auf der Insel zu gelangen. Der P-Rex folgt ihnen, aber sie können ihn abschütteln und erreichen den Stützpunkt. Von dort können Slate und Sarah einen Funkspruch absetzen. Dadurch wird die U.S. Army auf dem Festland alarmiert, die einen Luftschlag gegen das Monster anberaumt. Im letzten Moment gelingt es Sarah und Slate, den P-Rex ins Meer zu locken, um eine komplette Bombardierung der Insel zu verhindern. Der P-Rex wird getötet, allerdings bleiben die Eier auf dem Meeresboden unversehrt, aus denen bereits die ersten Jungtiere schlüpfen.

## Rezeption
Auf der Website Rotten Tomatoes sind von den Publikumswertungen für Poseidon Rex lediglich 22 Prozent positiv, die Durchschnittsbewertung lag bei 2,1 von 5 Sternen. Alle vier Rezensionen professioneller Kritiker schätzten den Film eher negativ ein.
Rajko Burchardt kommt auf der Seite gamona.de zu dem Fazit, dass Poseidon Rex eine „super“ Idee zugrunde läge, „der Film allerdings so unter aller Kanone [sei], dass man es kaum aushält.“ Er beschreibt Poseidon Rex als „freiwilligen Trash“, der „unschön-öde“ daherkommt und „schrecklich langweilt“.

## Hintergrund
Für die Hauptrolle des Jackson Slate war ursprünglich Corin Nemec (Parker Lewis – Der Coole von der Schule) engagiert. Zu Beginn der Dreharbeiten kam es jedoch zu einem Unfall, als ein Boot der Küstenwache von Belize, das die Filmcrew transportierte, ein Schiffswrack rammte. Dabei erlitt Nemec einen komplizierten Beinbruch und verlor so viel Blut, dass er nur durch mehrere Transfusionen gerettet werden konnte. Die Rolle übernahm daraufhin Brian Krause (Charmed – Zauberhafte Hexen).